# جاك دو مولاي
جاك دو مولاي بالفرنسية (Jacques de Molay) ولِد في الفترة بين عامي 1244 و1249 وتوفي في 18 آذار (مارس) 1314، وهو الزعيم الـثاني والعشرون وهو الأخير لفرسان المعبد.
بعد أن قاتل في الشرق أي  في «الأرض المقدسة»، انتخب على رأس النظام في 1292. في ذلك التاريخ، فقد كان النظام في أزمة بعد وفاة العديد من الأعضاء من كبار الشخصيات  الذين كانوا يدافعون عن  الدولة اللاتينية في الشرق. 
في عام  1307 اعتقل في باريس وبناء على أوامر من الملك فيليب الرابع الذي اتهم الفرسان بالبدعة والممارسات الفاحشة. وبعد بعض التردد، تخلى البابا كليمنت الخامس عن دعمه. وبعد محاكمة عادلة، أعدِم جاك دو مولاي في آذار / مارس 1314 في محرقة أقيمت على جزيرة اليهود في باريس.
النهاية المأساوية لجاك دو مولاي، مستوحاة من الأساطير والقصص التي تدور خاصة حول اللعنة التي كان قد شنت ضد فيليب الرابع. 

## تأثيره
اعتباراً من مأساوية مصير جاك دو مولاي فقد ألهم الكتاب. فبوكاتشيو يتحدث عنه في كتابه (حالة الرجل اللامع) ويعتبره خير مثال على رجل متواضع أن الحظ لم يضعه في القمة بل كان سقوطا أكثر ذهولاً.

## شخصية وطنية إيجابية

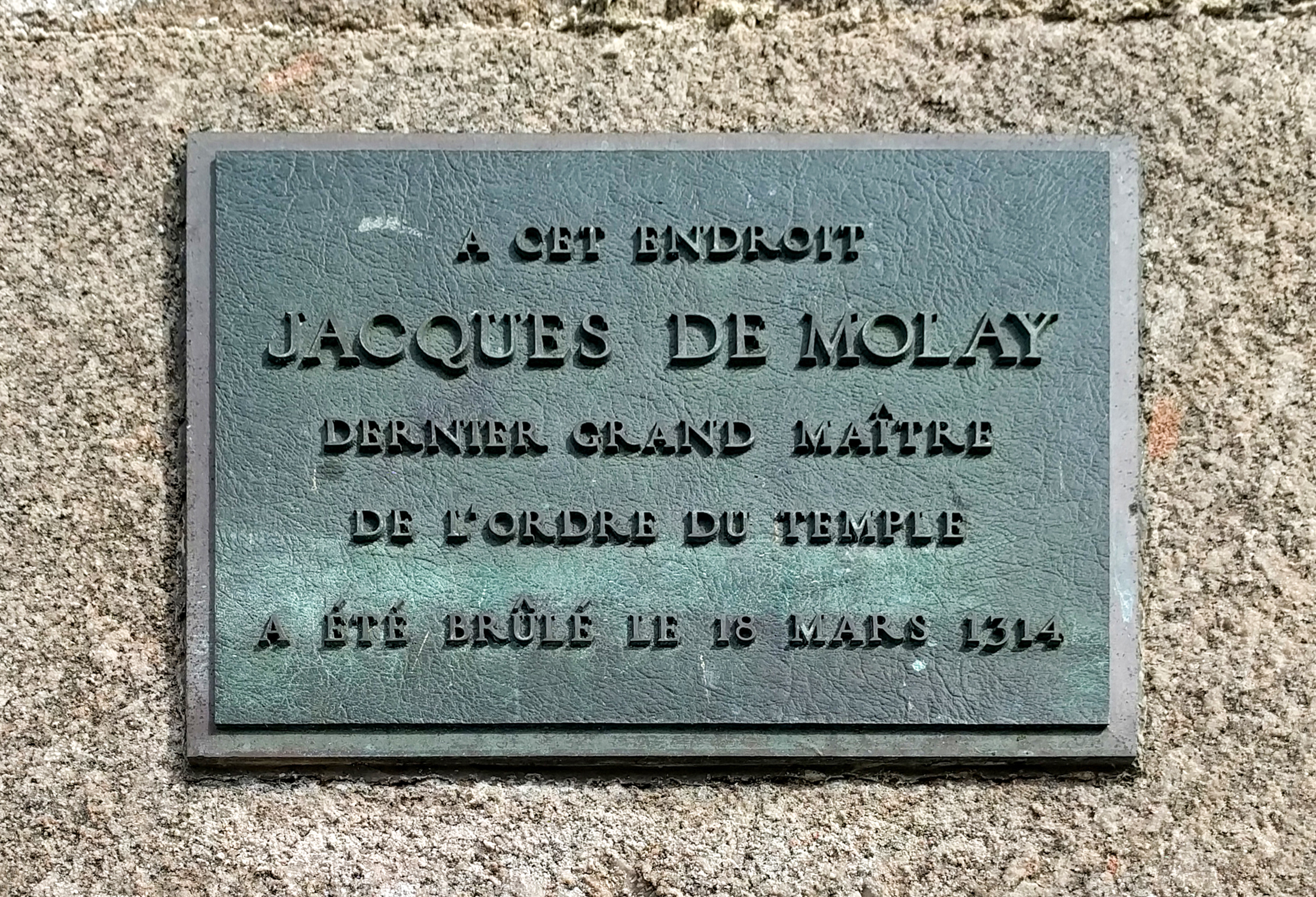
Plaque indiquant l'endroit du bûcher, square de Vert-Galant, Pont Neuf, Paris.

في عام 1804 من قبل برنار ريمون أصبح غراند ماستر ماسوني في باريس فرسان الصليب التابعة للمشرق الكبير من فرنسا. فإنه يدعو نفسه خلفا لجاك دو مولاي. فإنه يصنع مخطوطة وهمية باللغة اللاتينية مؤرخة عام 1324 بأسم كارت أو(الميثاق) اسم أول خليفة لجاك دو مولاي، الذي يحمل توقيعات من سادة كبار منذ سقوط النظام. هذه الحركة هي مقدمة للعديد من الطوائف أو الجماعات الباطنية التي مازالت تنشأ وتتكون حتى القرن العشرين.

### المحاكمة والتنفيذ

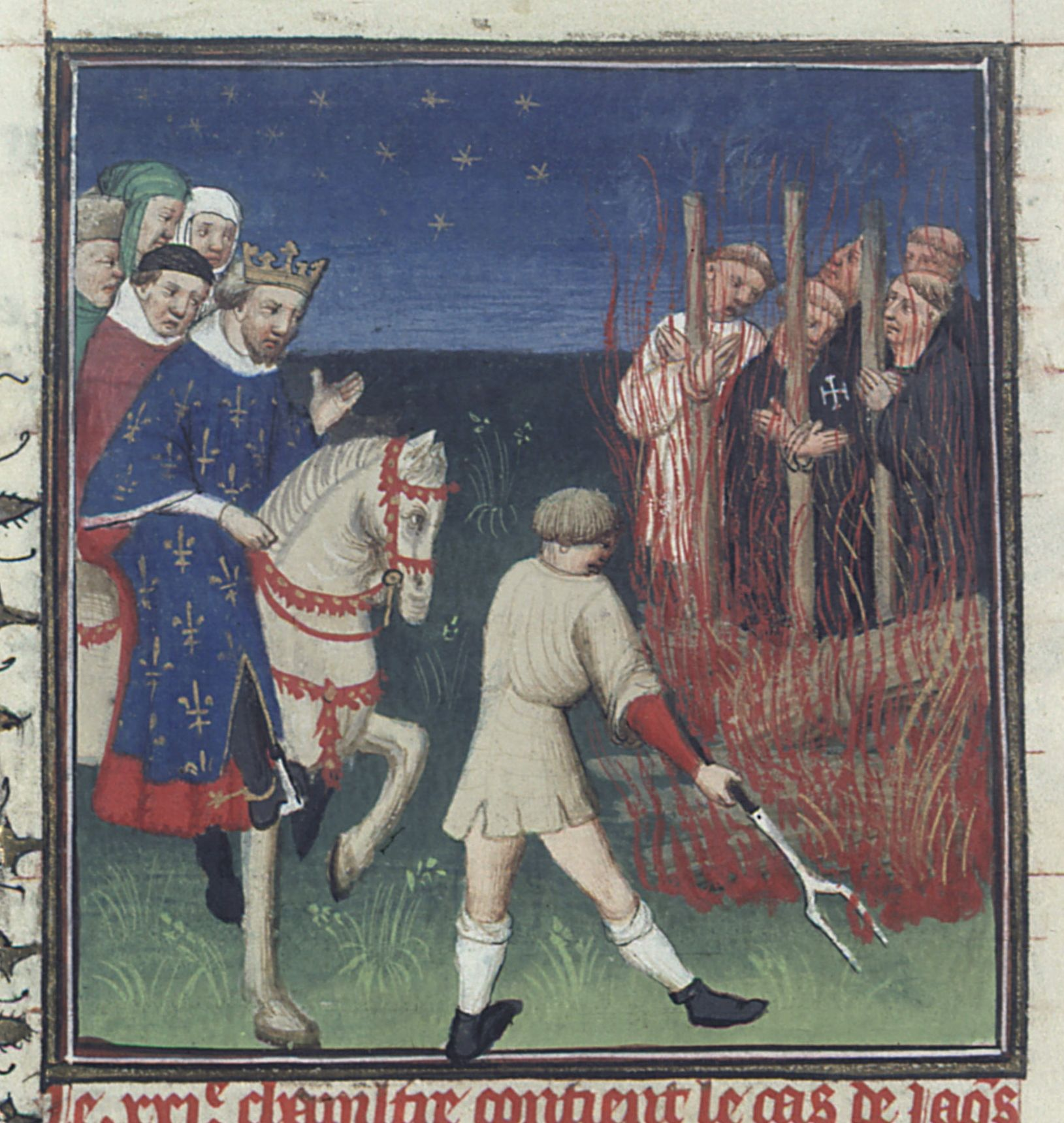
مصغرة قبل سيد بيدفورد ، من حالات النبيلة الرجال والنساء من بوكاتشيو. إلى 1415-1420, BNF.

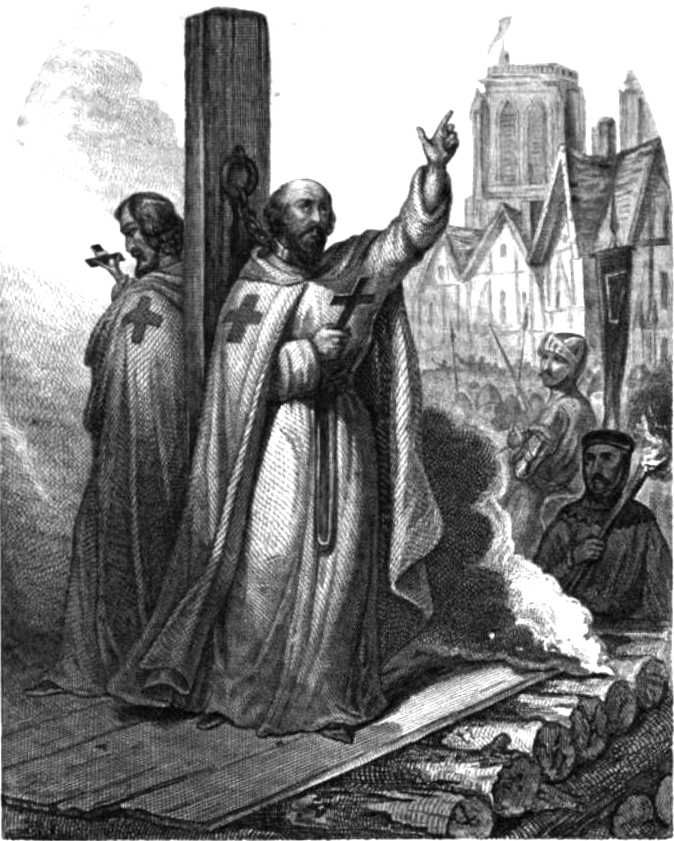
وهمي تصوير لجاك دو مولايy. لا يوجد صورة له الانتهاء في حياته.